# Elmer Bernstein
Elmer Bernstein (Nueva York, Estados Unidos; 4 de abril de 1922 - Ojai, California, Estados Unidos; 18 de agosto de 2004) fue un compositor estadounidense de música de cine. Compuso la banda sonora de las películas Los siete magníficos, Los diez mandamientos, La gran evasión, Matar a un ruiseñor, Los cazafantasmas, Los timadores, El cabo del miedo o ¡Aterriza como puedas!

## Trayectoria
Empezó a estudiar con Aaron Copland y luego ingresó en la Academia Juilliard. Empezó a tocar el piano, pero tuvo que incorporarse al ejército durante la Segunda Guerra Mundial, donde compuso música para documentales y también estuvo en la banda militar de Glenn Miller.
Se inició en la música cinematográfica como discípulo de Jerome Moross, Alex North y el propio Aaron Copland.
Durante los años 50, Elmer Bernstein fue incluido en las listas negras de Hollywood debido a que escribió críticas musicales para el periódico de ideología comunista Daily Worker, lo que supuso un freno en su carrera cinematográfica. Durante ese tiempo, se vio relegado a trabajar en películas de bajo presupuesto y serie B, como Las mujeres gato de la luna (Cat Women of the Moon) (1953).
Su suerte cambió cuando Cecil B. DeMille lo eligió para componer la banda sonora de Los diez mandamientos (película de 1956), tras la salida del compositor originalmente previsto para el proyecto. Bernstein tardó año y medio en completar la partitura para esta epopeya bíblica, y su trabajo, al igual que la película, fue muy bien recibido. Este éxito le permitió volver a trabajar en producciones de primer nivel, y con la llegada de los años 60 alcanzó algunos de los mayores logros de su carrera.
Sus composiciones cinematográficas alternan el estilo jazzístico y el sinfónico, siendo muchas de sus melodías muy recordadas, como Los siete magníficos (1960) o La gran evasión (1963).
Ganó un premio Óscar por Millie, una chica moderna (1967), de las 10 ocasiones en que fue candidato.
Su hijo Peter Bernstein también se dedica a la composición de música para el cine y televisión. No tiene parentesco alguno con el también compositor Leonard Bernstein.
Compuso también la música para la National Geographic.
Compuso la música de miedo que oímos en el videoclip Thriller de Michael Jackson (No referido a la canción Thriller, compuesta por Rod Temperton, solo para su videoclip).

## Filmografía (incompleta)
- 1950 - El ídolo
- 1952 - Sudden Fear
- 1953 - Cat Women of the Moon
- 1954 - Pasado tenebroso
- 1955 - El hombre del brazo de oro. Candidato al Premio Óscar.
- 1955 - Mar Eterno
- 1955 - The view from Pompey's head
- 1956 - Los diez mandamientos
- 1957 - La colina de los diablos de acero
- 1957 - El precio del éxito
- 1957 - Cenizas de odio
- 1957 - Chantaje en Broadway
- 1957 - Cazador de forajidos
- 1958 - Ana Lucasta
- 1958 - El deseo bajo los olmos
- 1958 - Como un torrente
- 1958 - Cenizas bajo el sol
- 1958 - Los bucaneros
- 1959 - Promesa rota
- 1960 - Perdidos en la gran ciudad
- 1960 - Desde la terraza
- 1960 - Los siete magníficos. Candidato al Premio Óscar.
- 1961 - Los comancheros
- 1961 - Vivir es lo que importa
- 1961 - Verano y humo. Candidato al Premio Óscar.
- 1962 - El hombre de Alcatraz
- 1962 - La gata negra
- 1962 - To Kill a Mockingbird. Candidato al Premio Óscar.
- 1962 - Una muchacha llamada Tamiko
- 1963 - Hud
- 1963 - La gran evasión
- 1963 - Los reyes del sol
- 1963 - La última tentativa
- 1963 - Amores con un extraño
- 1964 - Cuatro días en noviembre
- 1964 - Los insaciables
- 1965 - La batalla de las colinas del whisky
- 1965 - El precio de la cabeza
- 1965 - Siete mujeres
- 1965 - Los cuatro hijos de Katie Elder
- 1966 - Los silenciadores
- 1966 - Emboscada a Matt Helm
- 1966 - El regreso de los siete magníficos. Candidato al Premio Óscar a la mejor adaptación musical.
- 1966 - Hawaii. Candidato al Premio Óscar.
- 1966 - La sombra de un gigante
- 1967 - Millie, una chica moderna. Ganador del Premio Óscar.
- 1968 - Camino de la venganza
- 1967 - El ladrón rebelde
- 1969 - La furia de los siete magníficos
- 1969 - Los temerarios del aire
- 1969 - Valor de ley
- 1969 - El puente de Remagen
- 1970 - No se compra el silencio
- 1970 - Secretos de esposa
- 1971 - El gran Jack
- 1971 - Hospital, hora cero
- 1971 - Terror ciego
- 1972 - El desafío de los siete magníficos
- 1973 - La soga de la horca
- 1974 - McQ
- 1974 - Oro
- 1974 - ¡Quiero la verdad!
- 1975 - Sucedió entre las 12 y las 3
- 1976 - El último pistolero
- 1976 - The Incredible Sarah
- 1978 - Los incorregibles albóndigas
- 1978 - National Lampoon's Animal House
- 1978 - Bloodbrothers (titulada Stony, sangre caliente en España y Cuestión de sangre en Hispanoamérica)
- 1979 - Amanecer zulú
- 1979 - El don del coraje
- 1980 - Aterriza como puedas
- 1980 - Saturno 3
- 1980 - The Blues Brothers (película)
- 1981 - Heavy Metal
- 1981 - El pelotón chiflado
- 1981 - Desmadre en la autopista
- 1981 - Un hombre lobo americano en Londres
- 1982 - Los elegidos
- 1982 - Aterriza como puedas 2
- 1982 - Cinco días un verano
- 1983 - Entre pillos anda el juego. Candidato al Premio Óscar a la mejor adaptación musical.
- 1983 - Música de miedo para el videoclip de Michael Jackson Thriller.
- 1984 - Cazador del espacio: aventuras en la zona prohibida
- 1984 - Los cazafantasmas
- 1984 - Bolero
- 1985 - Marie Ward
- 1985 - Espías como nosotros
- 1985 - Taron y el caldero mágico
- 1986 - Peligrosamente juntos
- 1986 - Tres amigos
- 1987 - Un espía superguay
- 1988 - Aventuras y desventuras de un yuppie en el campo
- 1988 - La furia del viento // Los aventureros del viento (Slipstream)
- 1989 - Mi pie izquierdo
- 1990 - Los timadores
- 1990 - El prado
- 1991 - Óscar
- 1991 - A Rage in Harlem
- 1991 - El cabo del miedo (adaptación musical)
- 1992 - El precio de la ambición
- 1992 - El ídolo
- 1992 - La chica del gánster
- 1993 - El buen hijo
- 1993 - Prohibido querer
- 1993 - La edad de la inocencia. Candidato al Premio Óscar.
- 1993 - Canadian Bacon
- 1993 - Prohibido querer
- 1995 - El demonio vestido de azul
- 1995 - Frankie Starlight
- 1995 - Search and Destroy
- 1996 - A prueba de balas
- 1997 - Hampones
- 1997 - Legítima defensa
- 1998 - Twilight (Crepúsculo en España)
- 1999 - Wild Wild West
- 1999 - The Deep End of the Ocean (En lo profundo del océano en España, El lado profundo del mar en Argentina)
- 1999 - Bringing Out the Dead (Vidas al límite, Al límite)
- 2000 - Keeping the Faith
- 2002 - Lejos del cielo. Candidato al Premio Óscar.

## Premios y distinciones
Premios Óscar
| Año  | Categoría                                                          | Película                           | Resultado |
| ---- | ------------------------------------------------------------------ | ---------------------------------- | --------- |
| 1956 | Mejor banda sonora de una película dramática o comedia             | El hombre del brazo de oro         | Nominado  |
| 1961 | Óscar a la mejor banda sonora - Drama o comedia                    | Los siete magníficos               | Nominado  |
| 1962 | Mejor banda sonora de una película dramática o comedia             | Verano y humo                      | Nominado  |
| 1963 | Mejor banda sonora – sustancialmente original                      | Matar un ruiseñor                  | Nominado  |
| 1963 | Óscar a la mejor canción original                                  | La gata negra                      | Nominado  |
| 1967 | Óscar a la mejor banda sonora - original                           | Hawaii                             | Nominado  |
| 1967 | Óscar a la mejor canción original                                  | Hawaii                             | Nominado  |
| 1967 | Mejor orquestación de música – adaptación o tratamiento - adaptada | El regreso de los siete magníficos | Nominado  |
| 1968 | Óscar a la mejor banda sonora                                      | Millie, una chica moderna          | Ganador   |
| 1969 | Óscar a la mejor canción original                                  | Valor de ley                       | Nominado  |
| 1975 | Óscar a la mejor canción original                                  | Gold                               | Nominado  |
| 1984 | Óscar a la mejor banda sonora - adaptada                           | Entre pillos anda el juego         | Nominado  |
| 1994 | Óscar a la mejor banda sonora                                      | La edad de la inocencia            | Nominado  |
| 2003 | Óscar a la mejor banda sonora                                      | Lejos del cielo                    | Nominado  |

Globos de Oro
| Año  | Categoría                                | Película                          | Resultado |
| ---- | ---------------------------------------- | --------------------------------- | --------- |
| 2003 | Globo de Oro a la mejor banda sonora     | Lejos del cielo                   | Candidato |
| 1976 | Globo de Oro a la mejor canción original | Sucedió entre las doce y las tres | Candidato |
| 1969 | Globo de Oro a la mejor canción original | Valor de ley                      | Candidato |
| 1967 | Globo de Oro a la mejor banda sonora     | Millie, una chica moderna         | Candidato |
| 1966 | Globo de Oro a la mejor banda sonora     | Hawaii                            | Ganador   |
| 1962 | Globo de Oro a la mejor banda sonora     | Matar un ruiseñor                 | Ganador   |
| 1961 | Globo de Oro a la mejor banda sonora     | Verano y humo                     | Candidato |